# Hans officielle Hustru
Hans officielle Hustru er en amerikansk stumfilm fra 1918 af Charles Miller.

## Medvirkende
- Norma Talmadge som Margot Hughes
- Eugene O'Brien som Chadwick Himes
- Ida Darling som Mrs. Hughes
- William Courtleigh Jr. som Dick Derwent
- Charles Wellesley som Donald Nugent